# علی موحدی ساوجی
علی موحدی ساوجی (زادهٔ ۱۳۲۲–۲۶ مرداد ۱۳۸۰) نمایندهٔ حوزهٔ انتخابیهٔ ساوه در دورهٔ اول، دورهٔ دوم و دورهٔ سوم و همین‌طور نماینده حوزه انتخابیه تهران در دورهٔ چهارم و دورهٔ پنجم مجلس شورای اسلامی بوده‌است.
موحدی ساوجی که سمت‌هایی همچون مشاور عالی سازمان عقیدتی سیاسی ارتش را نیز داشته است به دلیل سانحه رانندگی در جاده تهران - فیروزکوه در سال ۱۳۸۰ درگذشت.